# District de Nanshan (Hegang)
Pour le district du Guangdong, voir District de Nanshan (Shenzhen).
Le district de Nanshan (南山区 ; pinyin : Nánshān Qū) est une subdivision administrative de la province du Heilongjiang en Chine. Il est placé sous la juridiction de la ville-préfecture de Hegang.